# Понтавер
Понтаве́р (фр. Pontavert) — коммуна во Франции, находится в регионе Пикардия. Департамент коммуны — Эна. Входит в состав кантона Гиньикур. Округ коммуны — Лан.
Код INSEE коммуны — 02613.

## Население
Население коммуны на 2010 год составляло 596 человек.
| 1962 | 1968 | 1975 | 1982 | 1990 | 1999 | 2010 |
| ---- | ---- | ---- | ---- | ---- | ---- | ---- |
| 299  | 268  | 282  | 296  | 416  | 444  | 596  |

## Экономика
В 2010 году среди 401 человека трудоспособного возраста (15—64 лет) 309 были экономически активными, 92 — неактивными (показатель активности — 77,1 %, в 1999 году было 74,8 %). Из 309 активных жителей работали 274 человека (147 мужчин и 127 женщин), безработных было 35 (21 мужчина и 14 женщин). Среди 92 неактивных 30 человек были учениками или студентами, 39 — пенсионерами, 23 были неактивными по другим причинам.